# 马记永
馬記永是中華人民共和國一家兰州牛肉面連鎖店。2019年在上海成立。2021年5月1日，马记永获得天使轮融资，投資方為红杉中国、挑战者创投、高榕资本以及险峰旗云。截至2022年初，马记永门店数量达到81家。2022年1月27日，馬記永又獲得騰訊投資。

## 外部連結
- 官方网站